# Hömyrtjärnen, Västerbotten
Hömyrtjärnen är en sjö i Umeå kommun i Västerbotten och ingår i Tavelåns huvudavrinningsområde.